# معرزاف
معرزاف (به عربی: معرزاف) یک روستا در سوریه است که در ناحیه مرکزی محرده واقع شده‌است. معرزاف ۳٬۱۷۵ نفر جمعیت دارد.